# Matopi
Matopi is een dorp in het district North-East in Botswana. De plaats telt 361 inwoners (2011).